# Robert Mösching
Robert Mösching (* 23. November 1954) ist ein ehemaliger Schweizer Skispringer.

## Werdegang
Mösching bestritt mit der Vierschanzentournee 1974/75 sein erstes internationales Springen. Bei seiner ersten Tournee blieb er jedoch weitgehend erfolglos. Erst bei der Vierschanzentournee 1975/76 konnte er zwei Mal unter die besten zwanzig springen.
Bei den Olympischen Winterspielen 1976 in Innsbruck erreichte Mösching auf der Normalschanze den 35. und auf der Grossschanze den 38. Platz.
Bei den Tourneen 1976/77, 1977/78 und 1978/79 blieb Mösching wie auch vor den Spielen weitgehend erfolglos. 1979 gewann er die Schweizer Springertournee. Vor der Saison 1978/80 wurde Mösching in den Nationalkader für den neu geschaffenen Skisprung-Weltcup aufgenommen. Am 27. Dezember 1979 sprang er in Cortina d’Ampezzo sein erstes Weltcup-Springen und konnte dort mit Platz 11 bereits seine ersten Weltcup-Punkte gewinnen. Auch die Vierschanzentournee 1979/80 verlief für Mösching erfolgreicher. Auch wenn er in der Tournee-Gesamtwertung keine Platzierung erreichen konnte, gewann er in Oberstdorf und Bischofshofen jeweils vier Weltcup-Punkte.
Zu den Olympischen Winterspielen 1980 in Lake Placid wurde er erneut in das Schweizer Aufgebot aufgenommen und erreichte auf der Normalschanze den 37. Platz und auf der Grossschanze den 17. Platz.
Nach den Spielen startete Mösching noch bei den beiden Weltcup-Springen in St. Moritz und Gstaad. In St. Moritz konnte er dabei am 27. Februar 1980 mit Platz drei sein erstes und einziges Weltcup-Podium erreichen. Nach Ende der Saison 1979/80 beendete Mösching, auf Platz 28 der Gesamtwertung liegend, seine aktive Skisprungkarriere.

## Erfolge

### Weltcup-Platzierungen
| Saison  | Platz | Punkte |
| ------- | ----- | ------ |
| 1979/80 | 28.   | 37     |